# La Cassagne
La Cassagne (trong tiếng Occitan La Cassanha) là một xã của Pháp, nằm ở tỉnh Dordogne trong vùng Aquitaine của Pháp. Xã này có diện tích 14,85 km2, dân số năm 2007 là 150 người. Xã nằm ở khu vực có độ cao trung bình 276 m trên mực nước biển.

## Thông tin nhân khẩu
Năm 1864: 577
| Năm    | 1962 | 1968 | 1975 | 1982 | 1990 | 1999 | 2007 |
| ------ | ---- | ---- | ---- | ---- | ---- | ---- | ---- |
| Dân số | 161  | 132  | 113  | 112  | 120  | 123  | 150  |